# Страус
Стра́ус африка́нський (застаріла назва — струсь) (Struthio camelus) — вид нелітаючих птахів, що зустрічається у певних районах Африки. Це один з двох видів сучасних страусів, єдиних вижилих представників роду страуси в надряді безкілеві. Інший — сомалійський страус (Struthio molybdophanes), який був визнаний окремим видом BirdLife International з 2014 року, а раніше вважався підвидом страуса африканського.
Страус має характерний зовнішній вигляд, довгу шию і ноги та здатен до тривалого бігу на швидкості 55 км/год з короткими ривками до 97 км/год, що є рекордом швидкості серед усіх двоногих тварин і другою швидкістю серед всіх наземних тварин після гепарда. Страус африканський — найбільший з нині живучих видів птахів і, відповідно, найбільший з нині живучих динозаврів. Він відкладає найбільші яйця серед усіх сучасних птахів (викопний мадагаскарський епіорніс (Aepyornis maximus) та гігантський моа (Dinornis robustus) з Південного острова Нової Зеландії відкладали більші яйця). Страуси — найнебезпечніші птахи на планеті для людини, в Південній Африці щороку реєструється в середньому від двох до трьох смертей завданих страусами.
Страус звичайний належить до ряду страусоподібних (Struthioniformes). Раніше до їхнього ряду відносили всіх безкілевих, таких як ківі, ему, нанду та казуари. Однак генетичний аналіз 2010-х рр. показав, що ця група є парафілетичною відносно тинамових, тому сьогодні страуси класифікуються як єдині члени ряду. Філогенетичні дослідження показали, що це сестринська група всіх інших безкілевих (Palaeognathae), і, таким чином, тинамоподібні є сестринською групою викопних моа.

## Опис

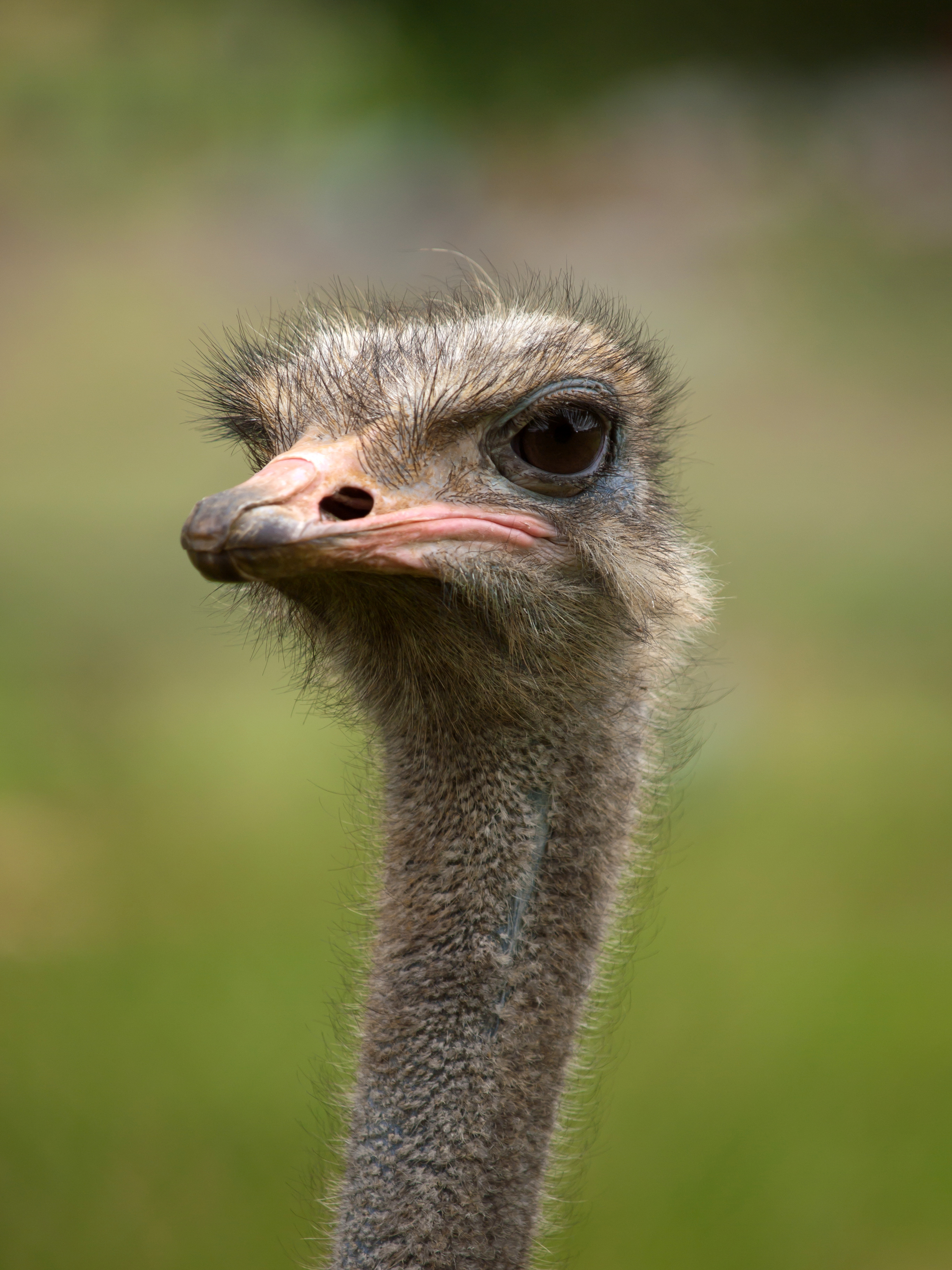
Голова страуса зблизька

Страус — найбільший та найважчий з нині живучих птахів. Самці сягають 2,1—2,75 м заввишки й важать від 100 до 130 кг, тоді як самиці — близько 1,75—1,9 м заввишки та важать від 90 до 120 кг. Окремі самці (номінованого підвиду) можуть важити до 156,8 кг, в той час як деякі південноафриканські екземпляри можуть важити лише всього 59,5—81,3 кг.
Пір'я дорослих самців здебільшого чорне, з білими первинними маховими пір'ями та білим хвостом, але хвіст одного з підвидів світло-бурий. Самки та молоді самці сірувато-коричневі та білі. Новонароджені пташенята мають палеве забарвлення з темно-коричневими плямами. У віці трьох місяців вони починають набувати підросткового забарвлення, що поступово заміниться на доросле на другий рік життя. Голова і шия як самців, так і самок страусів майже голі, з тонким шаром пуху.

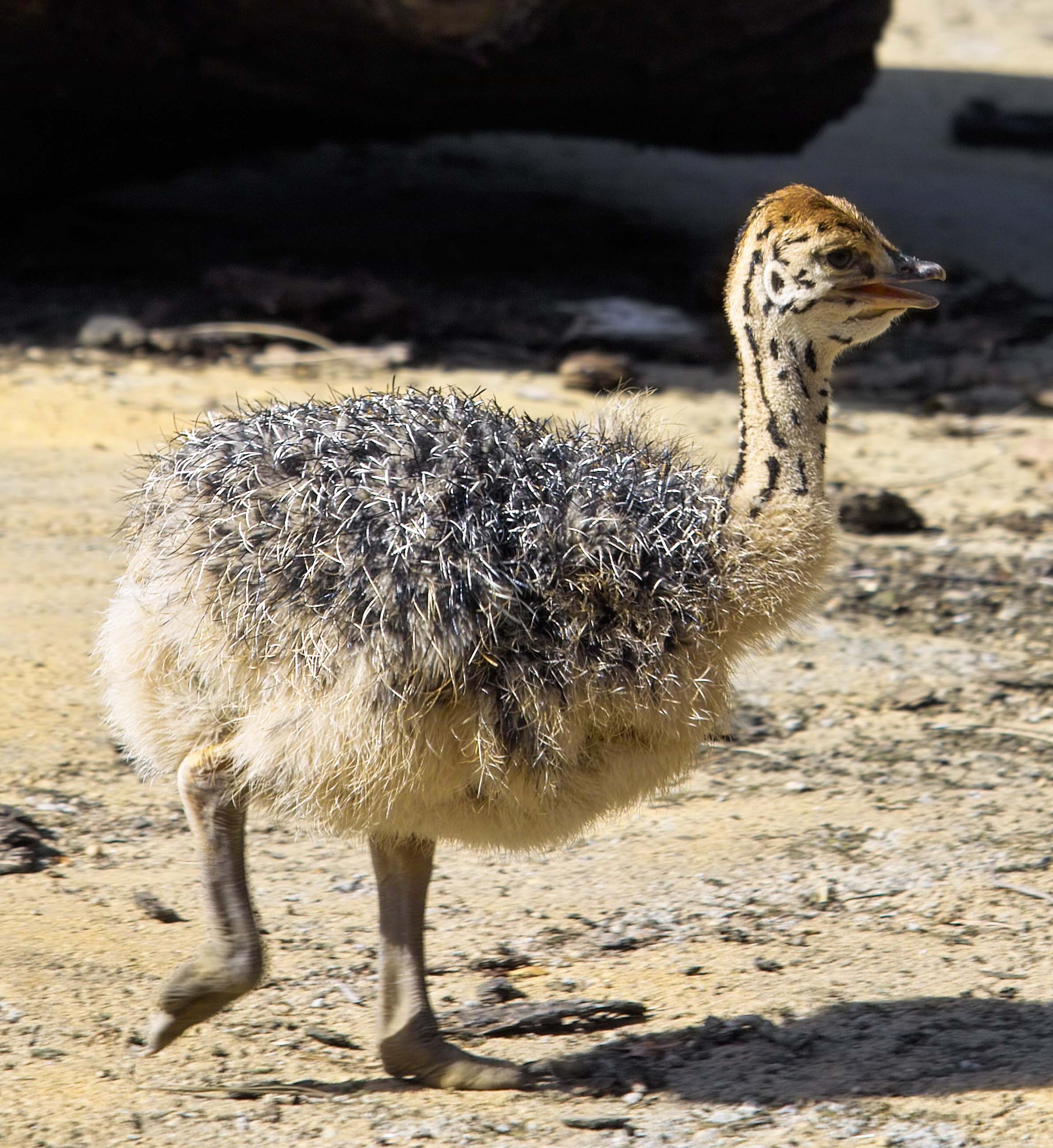
Пташеня страуса

Розмах крил сягає близько 2 м, а довжина хорди крила — 90 см, приблизно, як у найбільших птахів, що літають. Пір'я страуса не має крихітних гачків, які з'єднують гладке пір'я літаючих птахів, тому воно м'яке, пухнасте та слугує для терморегуляції. Наприклад, вони використовують крила, щоб прикрити боки та оголену шкіру ніг, та зберегти тепло, або залишають ці ділянки голими, щоб вивільнити його. Крила також функціонують як стабілізатори для кращої маневреності під час бігу. Досліди показали, що крила беруть активну участь у швидкому гальмуванні, поворотах і зигзагоподібних маневрах. У них 50—60 хвостових пір'їн, а на крилах — 16 основних, чотири придаткових і 20—23 другорядних пера.
Довга шия і ноги дозволяють їм тримати голову на висоті до 2,8 м над землею. Їхні очі вважаються найбільшими серед усіх наземних хребетних — 50 мм в діаметрі, що допомагає їм краще бачити хижаків з великої відстані. Очі затінені від сонця довгими віями. Голова і дзьоб відносно невеликі для величезних розмірів самого птаха. Дзьоб плаский та широкий із закругленим кінчиком, розміром від 12 до 14,3 см.

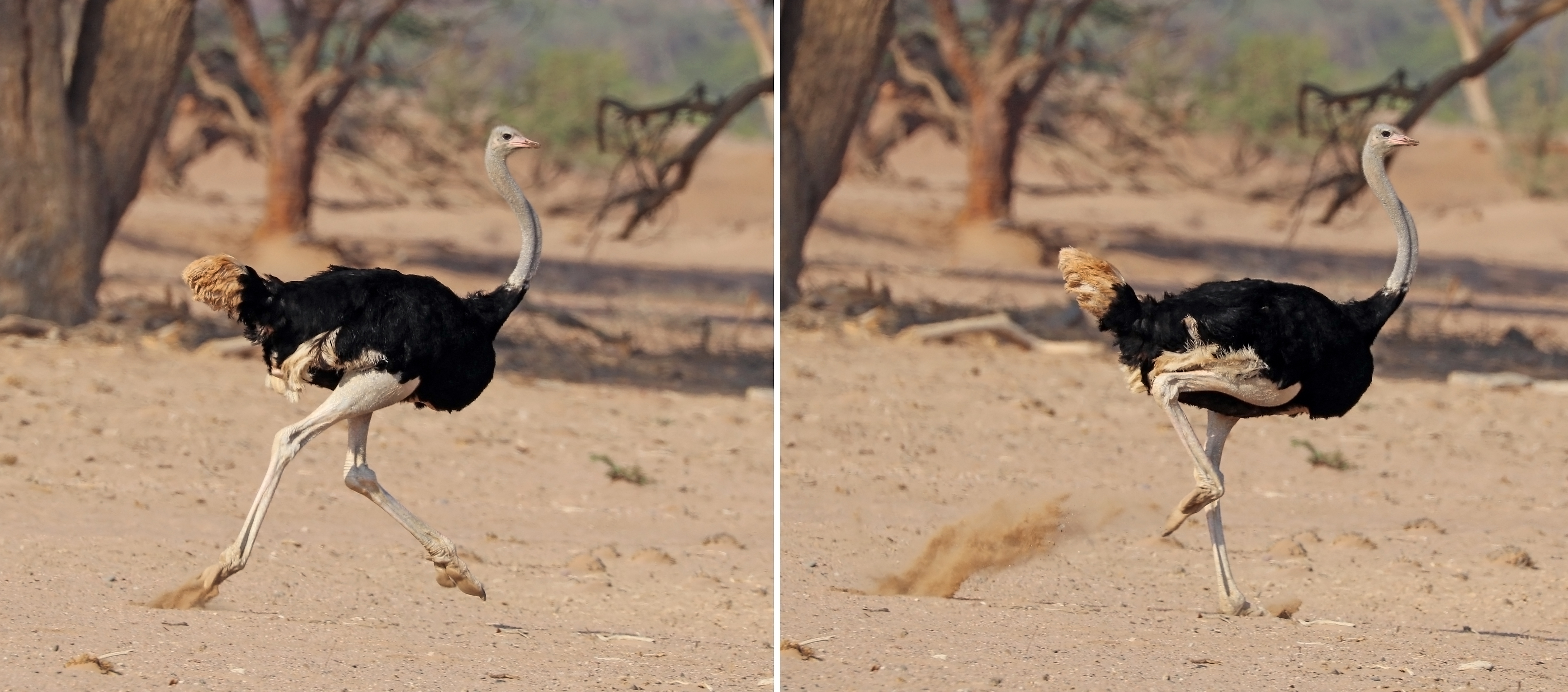
Дорослий самець біжить, Намібія

Шкіра страусів різниться за кольором залежно від підвиду: деякі мають світло- або темно-сіру шкіру, а інші — рожеву або навіть червонувату. Сильні ноги страуса африканського не оперені, а передплесна (найнижча вертикальна частина ноги) вкрита лускою: червоною у самця, чорною у самки. Передплесно Struthio camelus є найбільшим серед усіх живих птахів, з довжиною від 39 до 53 см. Лапи дидактичні, тобто мають лише по два пальці на кожній нозі (у більшості птахів їх чотири). Кіготь на меншому зовнішньому пальці часто відсутній. Зменшена кількість пальців, можливо, є адаптацією, що допомагає бігати, корисна для втечі від хижаків. Страуси можуть бігати зі швидкістю понад 70 км/год і долати 3—5 м за один крок.

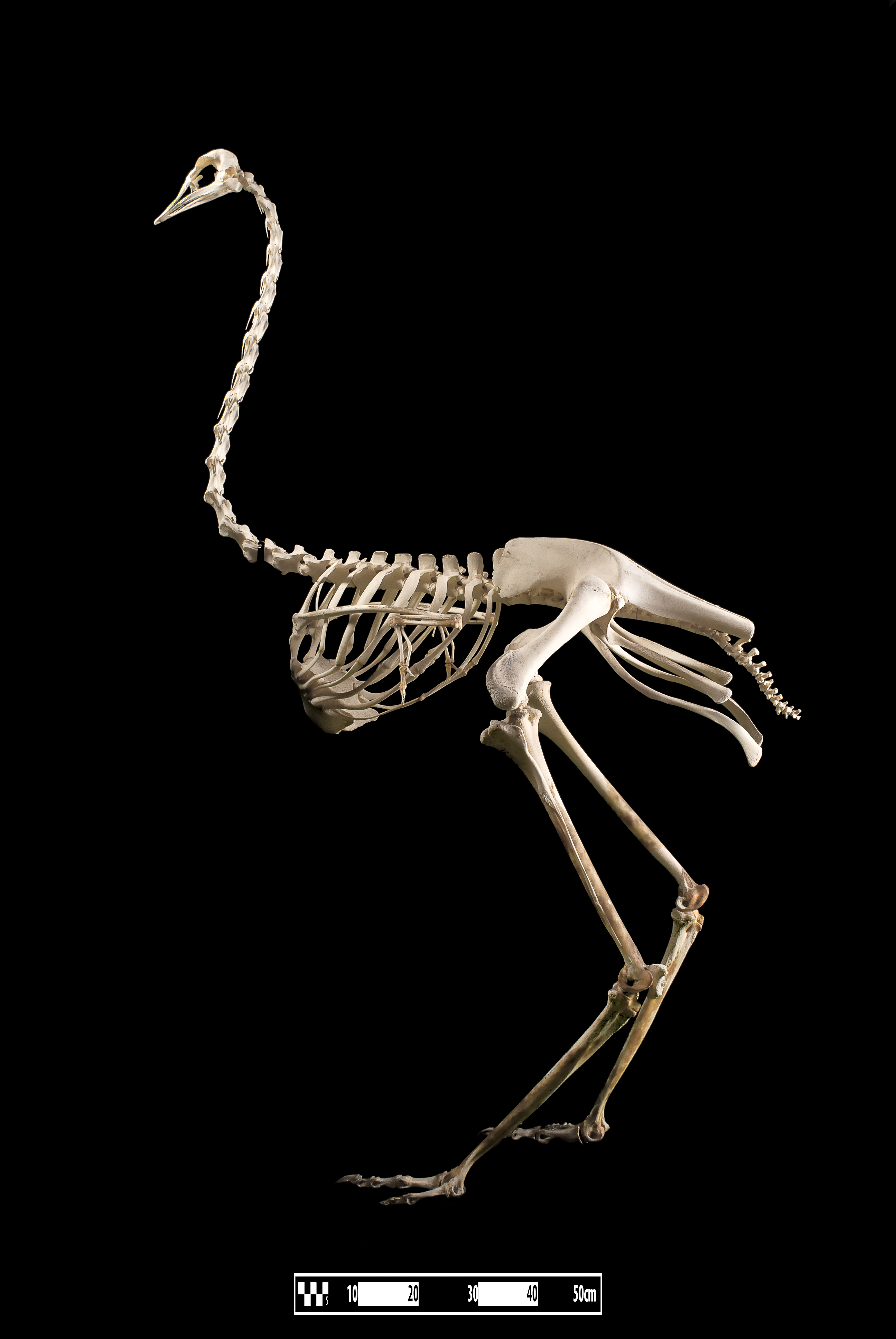
Скелет

Грудина страуса пласка, без кіля, до якого кріпляться м'язи крил у літаючих птахів. Як і у всіх безкілевих, у страуса відсутнє воло та жовчний міхур, а довжина сліпої кишки становить 71 см. На відміну від усіх інших сучасних птахів, страус звичайний виділяє сечу окремо від калу. Всі інші птахи виводять сечу і кал разом через клоаку, однак страус накопичує кал у кінцевій частині прямої кишки. Страуси мають унікальні лобкові кістки, які зрослися, щоб утримувати їхній кишечник. На відміну від більшості птахів, самці мають висувний копулятивний орган, що має довжину 20 см. Їхнє піднебіння відрізняється від інших безкілевих тим, що клиноподібна і піднебінна кістки не з'єднані між собою.

## Розповсюдження
Мешкають у саванах та напівпустелях Африки. Сотні тисяч років тому страуси жили також на півдні України й далі на схід до Монголії[джерело?].

## Спосіб життя
Живуть групами від 10 до 50 птахів. Часто зі страусами у савані пасуться стада гну, зебр.
Від хижаків страус звичайно рятується втечею. Часто молоді страуси припадають до землі, витягуючи при цьому свою довгу шию. У такій чудернацькій позі ворогу страуса тяжко помітити свою жертву. Коли ж птахові нікуди відступати, він стає небезпечним противником. Його сильні двопалі лапи є надійним знаряддям захисту.
Легенда, що наляканий страус ховає голову в пісок, імовірно, походить від того факту, що самиця страуса, котра сидить на гнізді, у разі небезпеки розпластує по землі шию і голову, прагнучи стати непомітною на тлі навколишньої савани. Так само діють страуси, помітивши хижаків. Якщо до такого птаха наблизитися, він миттєво схоплюється та тікає.

### Харчування

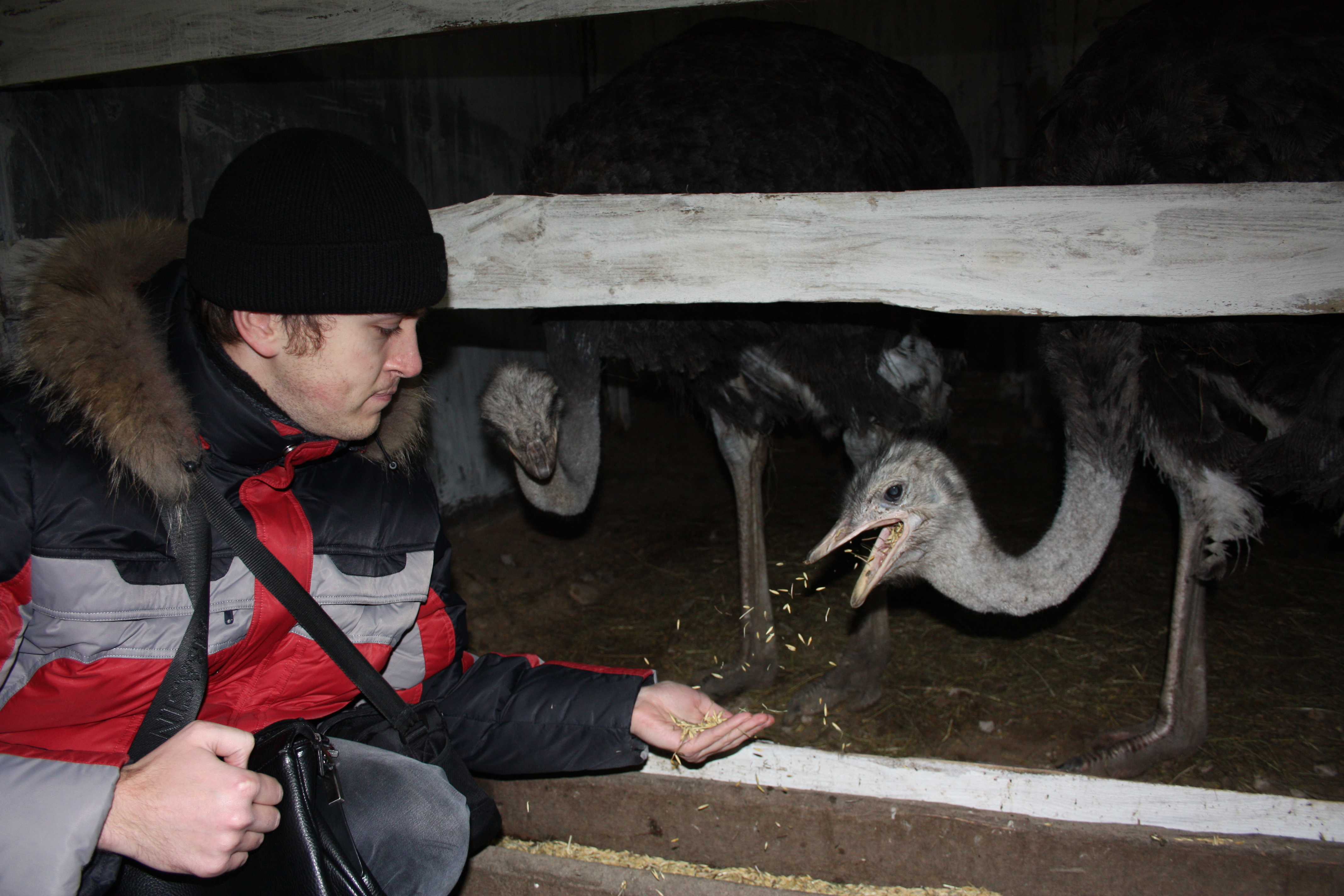
Ручне годування

Страуси живляться бруньками, квітками та дрібними плодами рослин, ловлять дрібних тварин — комах, ящірок, маленьких черепах. Оскільки у страусів немає зубів, для подрібнення їжі в шлунку вони ковтають дрібні камінці (гастроліти), а часто і все, що їм трапляється: цвяхи, шматки дерева, заліза, пластмаси тощо.

### Розмноження

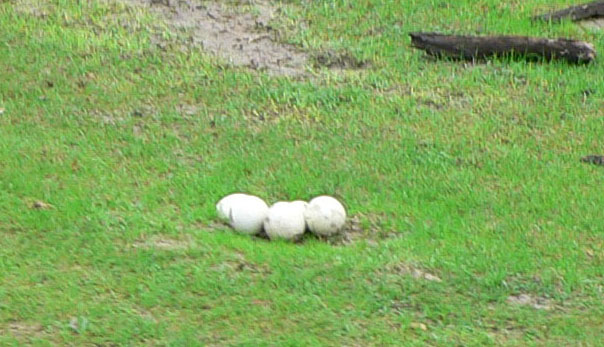
Гніздо страуса в заповіднику

Самець обирає 2—3 самиці та риє у піску ямку — гніздо. Усі самиці туди відкладають свої яйця, а потім по черзі їх висиджують. У страуса яйце важить у середньому 1,45—1,65 кг та є найбільшим серед птахів. Шкарлупа страусиного яйця має товщину 1—2 мм і є досить міцною. ЇЇ можна розламати лише молотком або пилкою. Самиці висиджують яйця вдень, оскільки їхнє сіре оперення не помітне хижакові на тлі ландшафту. А вночі їх замінює самець, чиє чорне оперення не помітне вночі на тлі нічного неба. Малята виростають швидко: майже на 30 см щомісяця.

## Страуси на фермах

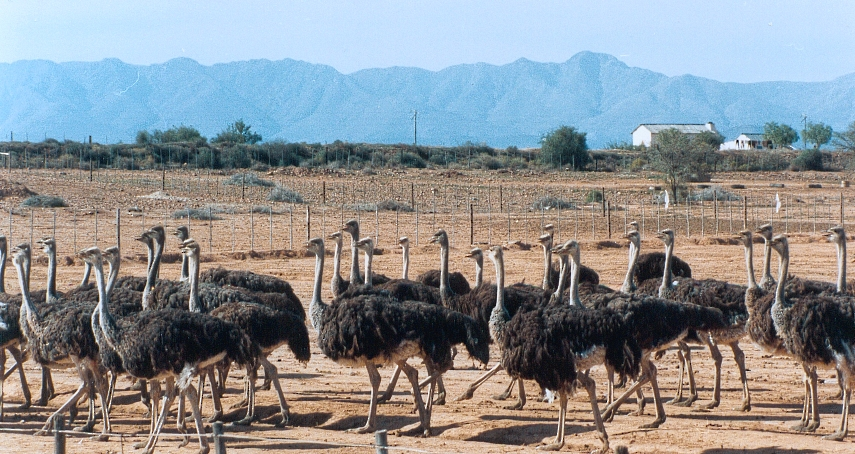
Страуси на фермі в південній Африці

Часто страусів приручають і утримують заради їхніх величезних яєць та поживного м'яса на спеціальних страусиних фермах. Страусине яйце вариться 40 хвилин. Також цінним продуктом є шкіра страуса. Вона добре пропускає повітря, але затримує воду (оскільки проникаюча здатність газоподібної речовини вища, ніж в рідини). Тому взуття зі шкіри страуса забезпечує добру вентиляцію для стопи, водночас захищаючи її від промокання[джерело?]. Пір'я страуса використовується як прикраса та елемент декору. Окремі підприємства виробляють сувеніри з кісток страуса (статуетки, шахові фігури, іграшки тощо). Зі шкаралупи страусових яєць також виготовляють декоративний посуд, абажури для освітлювальних приладів, корпуси для годинників та інших приладів. Фахівці з нетрадиційної медицини рекомендують використовувати наріст на дзьобі та пальцях ніг страуса як сировину для ліків. З нутрощів страуса, що не вживаються в їжу людиною, виробляють котячий та собачий корм. Страус — сильний птах, дорослий самець може перевозити людину без особливої напруги.

## Страуси в Україні

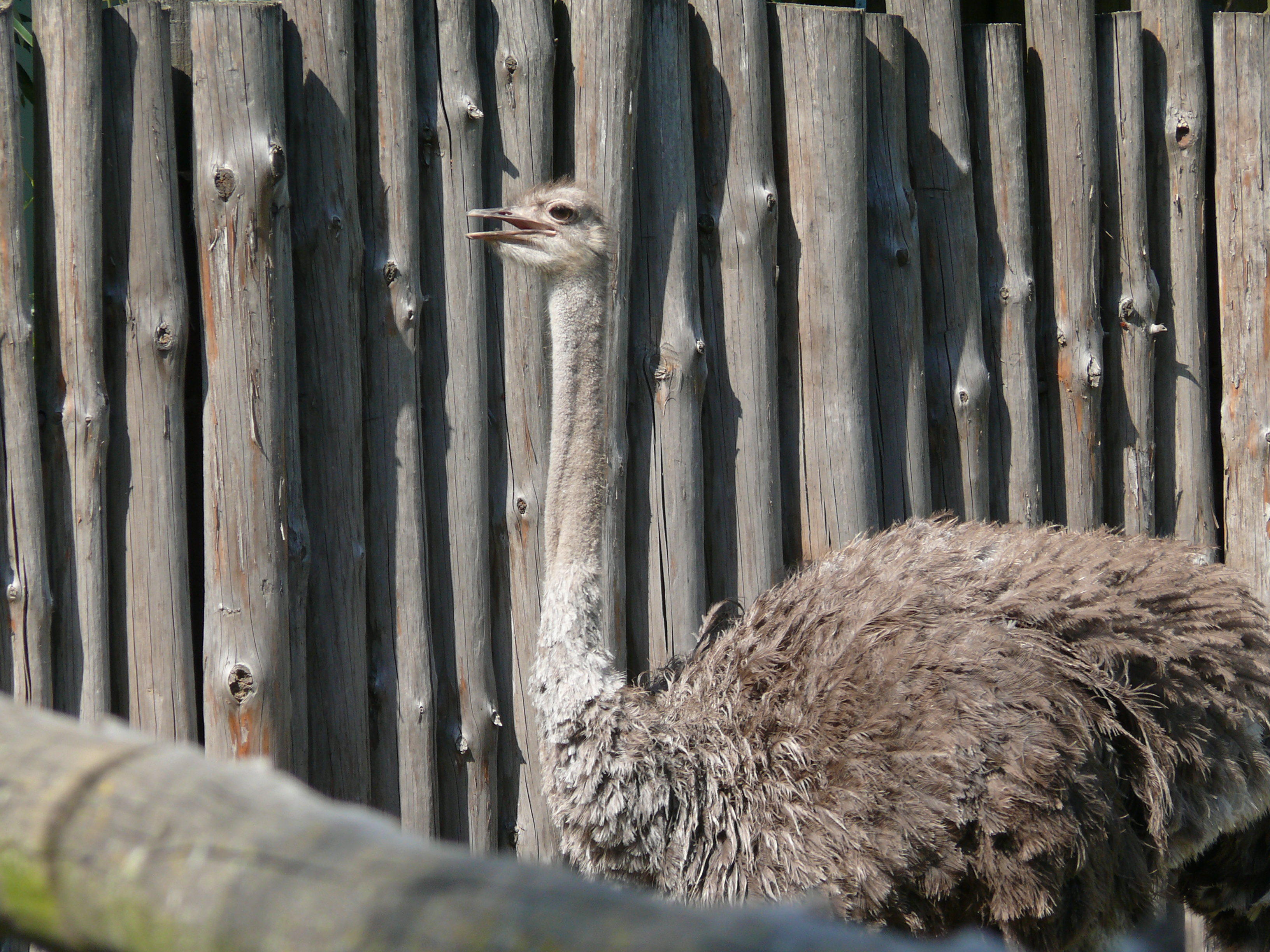
Страус в Київському зоопарку
2009

Протягом останніх десятиліть страусові ферми стали вигідними й популярними сільськогосподарськими об'єктами в Україні. У кожній області України є до 10 страусиних ферм[джерело?]. Їх утримують у багатьох зоопарках.
На території Миколаївській області є дві страусові ферми, які можуть відвідати всі охочі.